# Pontinus corallinus
Pontinus corallinus är en fiskart som beskrevs av Miranda Ribeiro, 1903. Pontinus corallinus ingår i släktet Pontinus och familjen Scorpaenidae. Inga underarter finns listade i Catalogue of Life.